# Aethriscus olivaceus
Aethriscus olivaceus là một loài nhện trong họ Araneidae.
Loài này thuộc chi Aethriscus. Aethriscus olivaceus được Mary Agard Pocock miêu tả năm 1902.